# Rimozione
La rimozione (originale tedesco Verdrängung), nella psicoanalisi,  è un meccanismo psichico che allontana dalla coscienza desideri, pensieri o residui di memoria considerati inaccettabili e intollerabili dall'Io, e la cui presenza provocherebbe vergogna.
Insieme ai concetti di proiezione (vedi anche transfert) e inconscio, la rimozione è uno dei cardini del pensiero e della prassi psicoanalitica. L'inconscio stesso per la psicoanalisi si costituisce in massima parte come conseguenza della rimozione.

## Descrizione
L'introduzione di questo concetto si deve a Sigmund Freud a partire dai suoi primi studi sull'isteria quando il medico viennese notò che alcuni traumi psichici vissuti dai pazienti rimanevano sconosciuti alla loro coscienza e che la guarigione avveniva nel momento in cui questi traumi venivano riportati dall'inconscio al conscio.
La rimozione tuttavia va considerata come una modalità universale dello psichismo la cui finalità è proprio quella di difendere, come una sorta di apparato immunitario proprio dello psichismo, l'ideale dell'io (o Super-io) in cui ci si rispecchia.
Al concetto di rimozione si collega quello di resistenza, un ulteriore meccanismo psichico che impedisce ai contenuti una volta rimossi di tornare nuovamente coscienti. Scopo della psicoanalisi secondo Freud è quello di diminuire la forza di queste resistenze e permettere all'Io di tornare in possesso del materiale rimosso, in modo da porre termine alla sua funzione patogena.
La rimozione può riguardare sia un fatto vissuto, che un pensiero o istinto. Il contenuto rimosso non tende spontaneamente a manifestarsi o non ha l'energia psichica per farlo, per cui spesso la rimozione è priva di conseguenze. È necessario un secondo fatto o volontà:
1. apparentemente "innocuo" per il Super-io, e che quindi non viene rimosso a sua volta;
2. associabile al contenuto inconscio per vicinanza nello spazio, nel tempo o per somiglianza. Nei soliti modi la mente opera per associare tra loro contenuti che restano non rimossi.

Il nuovo elemento "risveglia" il materiale rimosso che spinge per manifestarsi a livello cosciente, e l'Io media fra questo e la resistenza del Super-io: un appagamento tramite compensazione permette al materiale rimosso di manifestarsi ma in forme diverse dal suo contenuto, più distorte e lontane quanto più è forte la resistenza.
Ciò accade nel sintomo nevrotico, ma anche in persone "sane" e "normali" attraverso i sogni, o nella nevrosi creativa. Nel sogno si rilassa la muscolatura, segno che si rallentano le resistenze del Super-io, per cui il rimosso nell'inconscio ha l'opportunità di manifestarsi, e di farlo in modo più "soddisfacente" tramite forme più vicine al suo vero contenuto. Secondo Freud, questo meccanismo non sempre è fonte di malattie, ma ha grandi implicazioni positive per la società. La nevrosi, se è canalizzata, è il motore dell'arte e della scienza: il genio creativo e gli ammiratori dell'opera vi manifestano singolarmente e collettivamente un proprio contenuto rimosso (sublimazione).
Via via che la psicoanalisi si avvicina con l'associazione libera al contenuto rimosso, a farlo ritornare a livello cosciente, la resistenza del paziente si fa più forte.
Per Jung tuttavia i contenuti che riguardano la rimozione a differenza di Freud non hanno una valenza solo personale ma anche storico-sociale. Da qui Jung è stato costretto a postulare un inconscio collettivo con i suoi archetipi propri della specie oltre all'inconscio personale con i suoi complessi personali teorizzato dal fondatore della psicoanalisi.
In Psicopatologia della vita quotidiana Freud illustra come il concetto di rimozione (assieme a quello di inconscio) intervenga in molti aspetti della nostra vita comune, ad esempio negli atti mancati, più comunemente detti lapsus freudiani, di cui fanno parte le dimenticanze e gli errori verbali.